# تهمت (فیلم ۱۳۵۳)
تهمت فیلمی به کارگردانی کامران قدکچیان و نویسندگی احمد نجیب زاده محصول سال ۱۳۵۳ است.

## خلاصه داستان
صادق (بهمن مفید) و حجت (منوچهر وثوق) دو پسر خاله هستند...

## بازیگران
- بهمن مفید
- منوچهر وثوق
- هاله
- مرتضی عقیلی
- شهرآشوب
- پریسا
- حمیده خیرآبادی
- مهری ودادیان
- نعمت‌اله گرجی
- جلال پیشواییان